# Comitê COP 30
O Comitê COP30 é “uma coalizão da sociedade civil brasileira que pretende fortalecer a incidência das organizações da América Latina, para uma COP30 centrada em uma perspectiva socioambiental.”  Essa organização foi criada durante a COP28, visando fomentar a participação da sociedade civil na conferência vindoura, a ser realizada em 2025 em Belém do Pará. Atualmente é composto pelas organizações Mandí, Mapinguari, GuetoHub, Laboratorios da Cidade e Palmares Lab. Dentre os objetivos citados por essa entidade em seu site, destacam-se: fortalecer a capacidade de incidência política da sociedade civil brasileira na agenda climática, articular redes e movimentos da América Latina nas negociações climáticas, colaborar com uma ação climática mais ambiciosa do governo brasileiro e influenciar nas decisões sobre a infraestrutura da COP30 em Belém. São 4 seus principais grupos de trabalho:
- Infraestrutura: voltado para discutir a infraestrutura urbana e também de segurança para a participação da sociedade civil durante a realização da COP30;

- NDC’s: com foco no debate sobre a construção da nova NDC que será apresentada para a COP30

- Negociações: responsável, tal qual sugere no seu nome, pelas negociações nos temas de transição justa e adaptação, considerando trabalho em conjunto com outras organizações da América Latina

- Comunicação: voltado à mobilização e "educomunicação" do Comitê COP30

O Comitê atua através de negociações e proposta de eventos locais e traz como uma de suas ideias a criação de Yellow Zones, que seriam espaços onde as organizações podem realizar a união de captação filantrópica à articulação e participação social. A organização já chegou inclusive a realizar encontro com o Itamaraty, no qual discutiram estratégias e prioridades para a próxima COP. Nesse encontro foi reiterado que as questões socioambientais devem estar no centro das discussões da futura conferência.

## Ver Também
- Convenção-Quadro das Nações Unidas sobre a Mudança do Clima
- Conferência das Nações Unidas sobre as Mudanças Climáticas de 2022
- Conferência das Nações Unidas sobre as Mudanças Climáticas de 2021
- Conferência das Nações Unidas sobre as Mudanças Climáticas de 2019
- Política Nacional Sobre Mudança Climática
- Rio+20
- Conferência das Nações Unidas sobre as Mudanças Climáticas de 2015